# Ferk
Ferk je priimek v Sloveniji, ki ga je po podatkih Statističnega urada Republike Slovenije na dan 1. januarja 2010 uporabljalo 822 oseb in je med vsemi priimki po pogostosti uporabe uvrščen na 241. mesto.

## Znani nosilci priimka
- Barbara Ferk, ekonomistka, demografka
- Franc Ferk (1844—1925), ustanovitelj ptujskega muzeja
- Hans Ferk (*1945), ekonomist, strok. za projektni menedžment
- Janko Ferk (*1958), slovensko-avstrijski pesnik, pisatelj, esejist
- Kristina Ferk, kuratorka
- Marjan Ferk (1952—2009), policist, veteran, direktor Policijske akademije
- Maruša Ferk (*1988), alpska smučarka
- Mateja Ferk, geografinja, geomorfologinja
- Natalija Ferk, atletinja, trenerka
- Polonca Ferk, Inštitut za biostatistiko in medicinsko informatiko MF UL, laboratorij za molekularno farmakologijo, eksperimentalno toksikologijo Maribor
- Rajko Ferk, slikar, galerist, aforist, likovni organizator